# Acanthostega
Acanthostega es uno de los tetrápodos más antiguos que se conoce.
Habitó las marismas de finales del Devónico Superior hace 370 a 360 millones de años. Se trata de un fósil transicional entre los peces sarcopterigios y los anfibios.

## Características

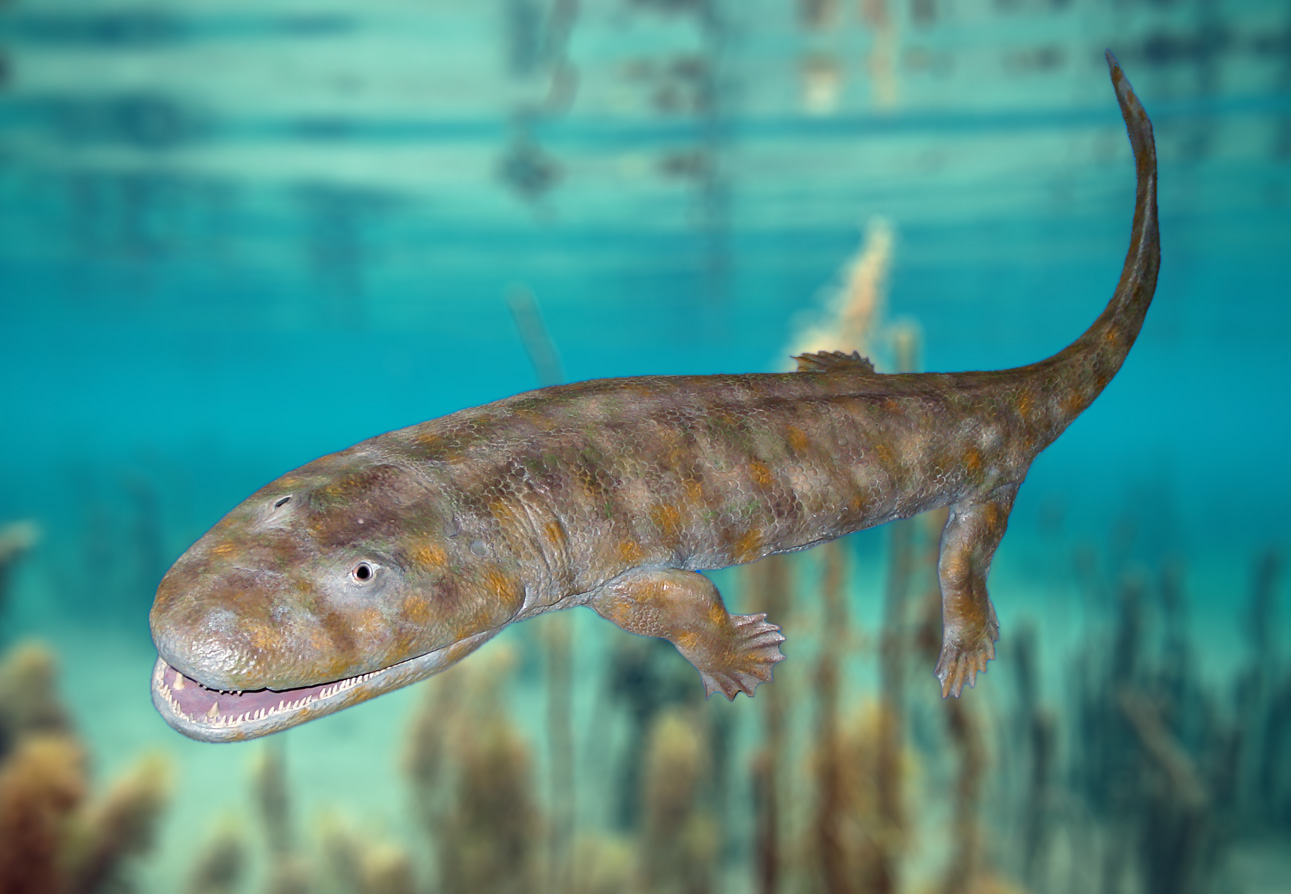
Reconstrucción de Acanthostega

Superaba el medio metro de largo y, como otros tetrápodos primitivos, combinaba agallas y pulmones; poseía extremidades largas rematadas por ocho dedos palmeados, lo que le ayudaría a nadar con soltura en el agua. Los miembros carecían de articulaciones de la muñeca y el tobillo, y, por consiguiente, se cree que eran demasiado débiles para soportar su peso fuera del agua; por eso debió pasar casi toda su vida en ella, haciendo servir  sus patas a modo de remos para desplazarse. Se hipotetiza que Acanthostega hacía uso de estas patas para el apoyo sobre  rocas, de forma que podría levantar su cabeza por sobre el medio acuoso y respirar fuera del mismo.
Su primer hallazgo fueron fragmentos craneanos encontrados por Gunnar Säve-Söderbergh y Erik Jarvik en 1933 en Groenlandia.